# Loxosceles laeta
L'aranya de racó o aranya dels racons (Loxosceles laeta), en portuguès, aranha marrom o aranya marró; és una aranya araneomorfa de la família dels sicàrids (Sicariidae) (abans, de la família Loxoscelidae), i pertany al gènere Loxosceles. Fou descrita per primera vegada per Nicolet l'any 1849.
Molts la consideren com "la més perillosa de les aranyes recluses" i se sap que la seva picada produeix freqüentment reaccions severes, fins i tot la mort.

## Sinonímies
Segons el World Spider Catalog del 10 de gener de 2019, té les següents sinonímies:
- Scytodes laeta Nicolet, 1849
- Scytodes rufipes Nicolet, 1849
- Scytodes nigella Nicolet, 1849
- Omosita bicolor Holmberg, 1876
- Loxosceles longipalpis Banks, 1902
- Loxosceles nesophila Chamberlin, 1920
- Loxosceles yura Chamberlin & Ivie, 1942

## Galeria
- Reacció a una picada de Loxosceles laeta
- Loxosceles laeta